# Paul Cuvelier

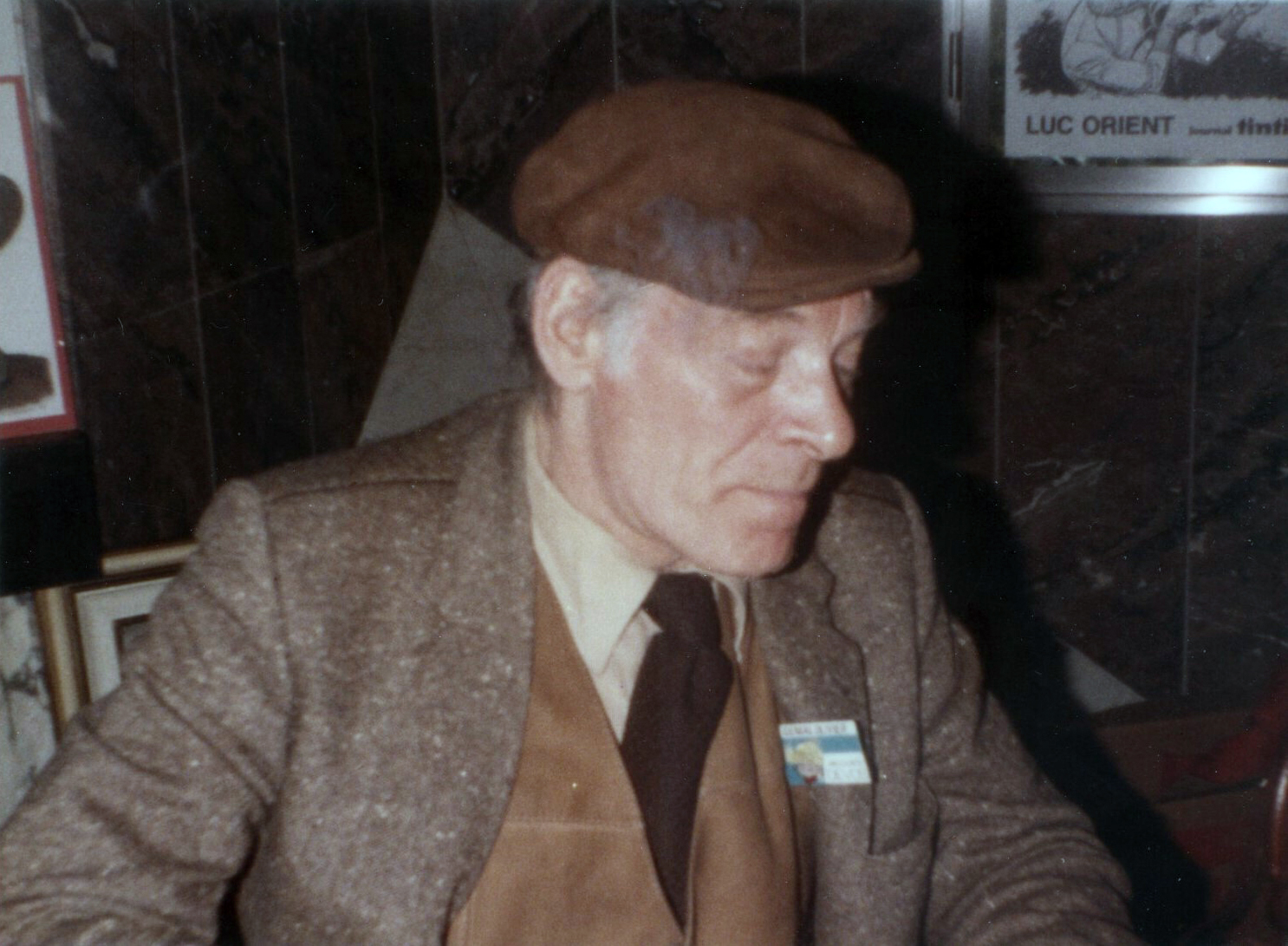
Paul Cuvelier, 1978

Paul Cuvelier (* 22. November 1923 in Lens; † 5. August 1978 in Mont-sur-Marchienne) war ein belgischer Comiczeichner.

## Werdegang
Cuvelier, der schon im Alter von sieben Jahren seine erste Zeichnung in der Zeitschrift Le Petit Vingtième veröffentlichte, besuchte die Kunstakademie in Mons, bevor er von Hergé auf das Medium Comic aufmerksam gemacht wurde. Der erste von ihm gezeichnete Comic trug den Titel Le Canyon Mystérieux und wurde von Hergé und Edgar P. Jacobs getextet, die unter dem Gemeinschaftspseudonym „Olav“ veröffentlichten. Cuvelier gehörte zu den Gründern des Magazins Tintin, für das er ab dessen erster Ausgabe die in Indien spielende Comicreihe Corentin (mit Texten von Jacques van Melkebeke) beisteuerte. Weitere Autoren, mit denen Cuvelier bei Corentin zusammenarbeitete, waren unter anderem Greg, Jacques Acar und Jean Van Hamme.
Zwischen 1950 und 1958 wandte sich Cuvelier, der 1947 Werbezeichnungen für die Schokoladenmarke Côte d'Or angefertigt hatte, der Malerei und Bildhauerei zu und veröffentlichte keine Comics. Danach folgten weitere Geschichten von Corentin mit einem mittlerweile gereiften Titelhelden. Weitere Comics entstanden in den 1960er Jahren, darunter Flamme d'Argent, Wapi und der Erwachsenen-Comic Epoxy. Nach einer längeren Erkrankung, die sich auch auf seine beruflichen Tätigkeiten auswirkte, starb Cuvelier im Jahr 1978.
Andreas C. Knigge zählt Cuvelier zu den „wegweisenden Pionieren und ganz großen Meistern der belgischen Comics“.

## Werke
- Corentin (1946–1973)
- La prodigieuse invention du professeur Hyx (1948–1949)
- Tom Colby (1948)
- Flamme d’Argent (1960–1963)
- Wapi (1962–1966)
- Line (1963–1972)
- Epoxy (1968)

## Auszeichnungen
- 1974: Prix Saint-Michel für die besten realistischen Zeichnungen